# Thelia (Plantae)
Thelia, rod pravih mahovina iz porodice Theliaceae opisan 1856., dio reda Hypnales. Postoji tri priznatih vrsta raširenih po Sjevernoj Americi

## Vrste
1. Thelia asprella (Schimp.) Sull.
2. Thelia hirtella (Hedw.) Sull.
3. Thelia lescurii Sull.